# エレクトロ・ハーモニックス
Electro-Harmonix（エレクトロハーモニクス）はニューヨークに本拠を置くエレクトロニック・サウンド・プロセッサを製造する企業である。1970年代および1990年代、同社はギター用エフェクターでもっとも名が知られていた。1968年創業、創設者はマイク・マシューズ。

## 企業の歴史

### 最初の製品
最初の製品はアクシズ・ファズペダルだった。この製品はギルドブランドで“フォクシーレイデイ”としても売られていた。初期のビッグマフをデザインしたビル・ベルコと働いている間、マイク・マシューズは1969年にLPB-1としてビルがデザインを統御し市場展開したブースター回路を使用。このファズは信号をクリップさせることでゲインを獲得しギターシグナルをマッシブにブーストすることで、劇的に音を変えることが出来た。この新製品はなまなましい歪んだサウンドを提供し、強力なサステインとハーモニクスをもたらす。この製品後に良く似たデバイスを発表したが、それはトレブルブースターとベースブースター。これらの製品はギタリストの間で劇的な人気を得る。

### ビッグマフ
1971年、マシューズは看板商品と成る有名なペダルエフェクター、ザ・ビッグマフ・パイをデザインする。この製品はあらゆるギターサウンドにリッチで、クリーミーなベースヘヴィサステインを加えるファズボックスだった。これは宣伝によると“もっともハーモニックなディストーション-最新のサステインデバイス”となる。伝説ではマシューズは歪まないサステイナーを開発しようとしていたが、彼は失敗がヒットに繋がると考えたという。これは小さなアンプを室内の使用に於いてでさえ、それをよりよくし、歪ませることも出来る。このペダルはヒットとなり、もっとも支持を得ていた有名ミュージシャン、カルロス・サンタナ、デヴィッド・ギルモアに使用された。しかもジミ・ヘンドリックスの死後、このペダルはリリースされたが、ジミはこれのプロトタイプを試し、彼の出すトーンを模倣するようにデザインされていたということである。70年代にはビッグマフ・パイのあらゆるヴァリエーションが発表された。現在、エレクトロハーモニクス社はニューヨークで生産するリイシューのモデルと、これとは少しトーンの異なるロシアのSovtek製を市場に供給している。